# Superliga Española de Hockey Hielo 1981/1982
Sezóna 1981/1982 byla 10. sezonou Španělské ligy ledního hokeje. Vítězem se stal Vizcaya Bilbao HC. Sestoupil klub AD Roller Gasteiz.

## 1. liga
| Poř | Tým                | Z  | V  | R | P  | Skóre  | +/-  | B  |
| --- | ------------------ | -- | -- | - | -- | ------ | ---- | -- |
| 1   | Vizcaya Bilbao HC  | 20 | 18 | 1 | 1  | 213:56 | +157 | 33 |
| 2   | FC Barcelona       | 20 | 17 | 1 | 2  | 214:50 | +164 | 32 |
| 3   | CH Jaca            | 20 | 11 | 0 | 9  | 107:82 | +25  | 23 |
| 4   | Club Gel Puigcerdà | 20 | 8  | 0 | 12 | 96:132 | -36  | 22 |
| 5   | CHH Txuri-Urdin    | 20 | 4  | 0 | 16 | 85:182 | -97  | 8  |
| 6   | AD Roller Gasteiz  | 20 | 1  | 0 | 19 | 53-268 | -215 | 2  |

## Segunda Division
| Poř | Tým                     |
| --- | ----------------------- |
| 1.  | CH Gel Barcelona        |
| 2.  | Atlético Vizcaya Bilbao |
|     | CH Boadilla             |